# Four Star Television
Four Star Television , también llamada Four Star International , fue una productora de televisión estadounidense. Fundada en 1952 como Four Star Productions por los destacados actores de Hollywood Dick Powell , David Niven , Charles Boyer y Joel McCrea , fue inspirada por Lucille Ball y Desi Arnaz al fundar Desilu Productions un año antes. McCrea se fue poco después de su fundación para continuar en el cine, la televisión y la radio, y fue reemplazada por Ida Lupino como la cuarta estrella, aunque Lupino no poseía acciones de la empresa.
Four Star produjo varios programas populares en los primeros días de la televisión, incluyendo Four Star Playhouse (su primera serie), Zane Grey Theatre de Dick Powell , Stagecoach West , The June Allyson Show (también conocido como The DuPont Show Starring June Allyson ), The Dick Powell Show , Ley de Burke , Los Pícaros y El Gran Valle . A pesar de que sus estrellas comparten la misma facturación, Powell desempeñó el papel más importante en el éxito y crecimiento inicial de la empresa.
Powell se convirtió en presidente de Four Star a los pocos años de su formación y, en 1955, Four Star Films, Inc. se formó como una filial que produjo programas tan exitosos como The Rifleman ; rastrear ; Se busca: vivo o muerto ; Richard Diamond, detective privado y Los detectives protagonizada por Robert Taylor . También hubo series fallidas, como Hey, Jeannie! de Jeannie Carson .
A fines de 1958, Four Star Productions y Four Star Films se fusionaron en un nuevo holding llamado Four Star Television y comenzaron a cotizar en la Bolsa de Valores de Estados Unidos el 12 de enero de 1959. Después de la muerte de Powell en 1963, Four Star fue dirigida por Thomas McDermott, seguido de Aaron Spelling . Luego, David Charnay lo compró y lo desarrolló para los mercados mundiales de cine y televisión, y posteriormente lo vendió a Ron Perelman ; Perelman lo vendió a 20th Century Fox Television en 1996.

## Historia

### Inicio de la productora
A Powell se le ocurrió una idea para una serie de antología, con una rotación de estrellas establecidas cada semana, cuatro estrellas en total. Las estrellas serían dueñas del estudio y del programa, como Lucille Ball y Desi Arnaz lo habían hecho con éxito con el estudio Desilu .
Powell tenía la intención de que el programa incluyera a él mismo, Charles Boyer , Joel McCrea y Rosalind Russell ; sin embargo, Russell y McCrea se retiraron y David Niven se incorporó como la "tercera estrella". La cuarta estrella sería una estrella invitada al principio. A CBS le gustó la idea y Four Star Playhouse hizo su debut en el otoño de 1952. Si bien se transmitió en semanas alternas durante su primera temporada (el programa con el que alternaba era la versión televisiva de Amos 'n' Andy ), tuvo suficiente éxito. para renovarse y convertirse en un programa semanal a partir de la segunda temporada y hasta el final de su emisión en 1956.
La actriz y directora Ida Lupino se incorporó como la cuarta estrella pro forma , aunque a diferencia de Powell, Boyer y Niven, no poseía acciones en la empresa.

### Richard Diamond, detective privado
En 1957 debutó el primero de sus muchos programas de policías/detectives, Richard Diamond, detective privado . La serie "Diamond" fue creada originalmente para la radio por Blake Edwards , y el personaje interpretado por Powell, pero Edwards, con la aprobación de Powell, reformuló el personaje con el entonces desconocido Clark Gable , David Janssen . El Sr. Powell interpretó a Richard Diamond en la película piloto. Otras series policíacas producidas por Four Star incluyeron Target: The Corruptors! con Stephen McNally y Robert Harland , Los detectives protagonizada por Robert Taylor , Adam West, Tige Andrews, Mark Goddard, Russell Thorson y Lee Farr y Ley de Burke protagonizada por Gene Barry , Gary Conway, Russell Thorson y Leon Lontoc y Honey West protagonizada por Anne Francis y John Ericson.

### Westerns
Después de la cancelación de Four Star Playhouse , aparecieron dos nuevos programas en CBS: una comedia llamada Hey, Jeannie! que protagonizó Jeannie Carson , y un espectáculo de antología occidental Zane Grey Theatre , más formalmente llamado Dick Powell's Zane Grey Theatre . El espectáculo de Carson duró solo una temporada, pero el Teatro Zane Gray duró cuatro. Albergó los episodios piloto de Trackdown , protagonizada por Robert Culp (que a su vez presentó un episodio piloto de Wanted: Dead or Alive con Steve McQueen ), The Westerner con Brian Keith , Black Saddle conPeter Breck y Russell Johnson y The Rifleman , protagonizada por Chuck Connors, Johnny Crawford y Paul Fix.

### The Rogues
Otro programa, The Rogues, protagonizado por Boyer y Niven con Gig Young en NBC. Esto fue (después de Four Star Playhouse ) lo más cerca que estarían los propietarios del estudio de aparecer en el mismo programa. La idea era que los tres actores se alternaran como protagonistas cada semana, interpretando a primos estafadores morales para desplumar a los villanos reprensibles, a menudo con uno o dos de los otros apareciendo para desempeñar un pequeño papel en la travesura (los episodios de conjuntos reales eran raros).
El cronograma de quién desempeñaba el papel principal estaba determinado en gran medida por los compromisos cinematográficos de los actores, lo que le dio a Niven, Boyer y Young trabajo adicional entre los roles cinematográficos. En cualquier caso, Young terminó dirigiendo la mayoría de los episodios ya que normalmente tenía más tiempo libre que Niven o Boyer, pero incluso él tuvo que ser reemplazado por Larry Hagman como otro primo durante dos episodios cuando Young estaba demasiado ocupado. La serie solo duró hasta la temporada 1964-1965.

### Una potente plataforma de lanzamiento de Hollywood
El estudio tuvo éxito a fines de la década de 1950 como resultado del éxito de sus programas. Four Star también ayudó a llamar la atención del público sobre algunos nombres destacados de la televisión y el cine, como David Janssen , Steve McQueen , Robert Culp , Chuck Connors , Mary Tyler Moore , Linda Evans , Jeannie Carson , Lee Majors , The Smothers Brothers , Aaron Spelling , Dick Powell , David Niven , Joel McCrea , Charles Boyer , Ida Lupino , Richard Long, Peter Breck y Sam Peckinpah . El estudio era bien conocido por simpatizar con el personal creativo. Powell a menudo luchó con los ejecutivos de la red en nombre de los escritores, directores y actores.

### La muerte de Dick Powell, la salida de Aaron Spelling
El 2 de enero de 1963, un día después de que saliera al aire su última aparición en su programa The Dick Powell Show , Dick Powell murió de cáncer de estómago . El cáncer de estómago probablemente fue el resultado de haber dirigido The Conqueror de Howard Hughes , en medio de nubes de polvo de radiación de prueba atómica en Utah. De un elenco y equipo de 220 personas, 91 contrajeron varias formas de cáncer de órganos en 1981, incluidas las estrellas John Wayne y Agnes Moorehead.
Se contrató a un ejecutivo de publicidad llamado Thomas McDermott para que dirigiera el estudio de la familia de Niven, Boyer y Powell. Pero sin la visión de Powell, el estudio entró en un período de declive. Dos años después de la muerte de Powell, Four Star se había reducido a solo cinco programas al aire. Después de otros dos años, todos menos uno; El Gran Valle se había ido. Aaron Spelling comenzó su carrera en Four Star Television como redactor y, después de varios éxitos, comenzó a producir programas de televisión para Four Star. Spelling dejó el estudio en 1966 para formar su propia productora con Danny Thomas, Thomas Spelling Productions.
Durante un breve tiempo, Four Star Television fue propietaria de Valiant Records , pero vendió el sello a Warner Bros. Records en 1966, poco después de que el grupo pop The Association lanzara sus primeros discos para el sello. Las primeras copias del álbum And Then... Along Comes the Association muestran el descargo de responsabilidad de Four Star tachado en la parte inferior de la etiqueta.

### Adquisición de David Charnay
De 1967 a 1989, David Charnay fue el líder de un grupo de compra que poseía una participación mayoritaria en Four Star Television y posteriormente cambió el nombre de la compañía de televisión: Four Star International. Durante más de dos décadas, se desempeñó como presidente, director ejecutivo y presidente de la junta directiva de Four Star. Dirigió la compañía, empleando a su único hijo, John Charnay, como Director de Relaciones Públicas, además de emplear a muchos de los principales productores, estrellas y ejecutivos de Hollywood de finales del siglo XX y principios del XXI, incluidos Deke Heyward , Morey Ámsterdam , Dick Colbert. , Tony Thomopoulos , y colaborando con Aaron Spelling y George Spota para proyectos continuos de cine y televisión, así como muchas estrellas y aspirantes a estrellas de Hollywood antes de que muchos productores avanzaran para crear sus propias compañías.
Four Star acumuló un inventario considerable de programas para sindicación, entonces la compañía de sindicación más grande del mundo.  Charnay lideró un cambio en Four Star que involucró tanto la integración vertical como la integración horizontal , lo que convirtió a la compañía en un poderoso distribuidor global de su gran colección de programas que incluían: The Rifleman , Wanted: Dead or Alive , The Rogues , Zane Teatro Grey y El Gran Valle . Si bien obtuvo una especie de éxito al producir un programa llamado Thrill Seekers (que era una especie de proto -reality TV)y el primer programa de telerrealidad en los Estados Unidos ), el nicho principal del estudio estaba en su exitosa sindicación a las audiencias de cine y televisión de todo el mundo.  En 1985, Four Star renovó sus lazos con el propio Charnay. Ese año, el 16 de julio de 1985, Kidpix había firmado un acuerdo con Four Star Television para manejar la distribución mundial de las seis funciones de Kidpix, con las tres primeras ya configuradas para videos domésticos por Embassy Home Entertainment , y las otras tres ya configurado para video casero por Paramount Home Video. Durante su mandato, en 1987, hicieron un pacto con Color Systems Technology para hacer una versión coloreada deWanted: Dead or Alive , que originalmente se creó en blanco y negro, lo que llevó a una demanda de Compact Video y Four Star contra la compañía de coloración que desarrolló la versión en color del programa.

### Adquisiciones finales: Robert Seidenglanz, Ronald Perelman y Rupert Murdoch
David Charnay vendió Four Star a Compact Video Systems de Robert Seidenglanz en 1989, que entonces era propiedad de Ronald Perelman.  Después del cierre de Compact Video, sus activos restantes, incluido Four Star, se incorporaron a MacAndrews y Forbes Incorporated del accionista mayoritario Ronald Perelman . En 1989, Perelman adquirió New World Entertainment y Four Star se convirtió en una división de New World. Después de que Four Star International se convirtió en parte de New World, Four Star operó solo de nombre. En 1993, Four Star adquirió el 50% de Genesis Entertainment. Como parte de la adquisición, Genesis adquirió los derechos de distribución televisiva de las 160 películas y series de televisión de Four Star.
Four Star International ahora es propiedad de The Walt Disney Company , con la mayor parte de su biblioteca de programas controlada por 20th Century Fox Television como resultado de la compra entre Rupert Murdoch y Ron Perelman en 1996.

### Diversificación de activos de Four Star International
Con la posterior venta de New World Pictures a 20th Century Fox (ahora propiedad de The Walt Disney Company ) en 1997, el catálogo de Four Star ahora es propiedad de Disney Platform Distribution , con algunas excepciones:
- The Rifleman , que ahora es propiedad de su compañía de coproducción original Levy-Gardner-Laven Productions , y cuyos derechos de distribución televisiva están a cargo de la Organización Peter Rodgers . Trackdown , que fue coproducida con CBS, ahora es propiedad y está distribuida por CBS Media Ventures .
- Wanted Dead or Alive , que también fue coproducida con CBS , ahora tiene los derechos de distribución mundial a cargo de StudioCanal . Los derechos de distribución de videos en Estados Unidos estuvieron a cargo de New Line Home Video (temporada 1), BCI Eclipse (temporada 2) y Mill Creek Entertainment (reediciones actuales).
- El programa de juegos sindicado PDQ , que fue coproducido con Heatter-Quigley Productions y distribuido por Four Star, ahora es propiedad y está distribuido por MGM Television , a través de su propiedad de la biblioteca Heatter-Quigley (MGM heredó Heatter-Quigley, luego de la compra de MGM de Orion Pictures , cuyo predecesor Filmways había comprado Heatter-Quigley a fines de la década de 1960).

## Producciones
- Four Star Playhouse (1952–56) presentado por Dick Powell, Ida Lupino, David Niven, Charles Boyer
- Dick Powell's Zane Grey Theatre (1956–61)
- Hey, Jeannie! (1956–57) starring Jeannie Carson
- Mr. Adams and Eve (1957–58) starring Ida Lupino & Howard Duff
- Richard Diamond, Private  Detective (1957–60) presentado por David Janssen
- Trackdown (1957–59) protagonizada por Robert Culp (licenciada y biblioteca adquirido por CBS Television Distribution)
- Black Saddle (1958–59) presentado por Peter Breck
- Wanted Dead or Alive (1958–61) starring Steve McQueen (adquirido por StudioCanal y Mill Creek Entertainment y licenciada por Warner Home Video)
- The Rifleman (1958–63) protagonizada por Chuck Connors (a la biblioteca y adquirido por Levy-Gardner-Laven Productions, Inc.)
- The David Niven Show (1959)
- The Detectives Starring Robert Taylor (1959–62)
- The DuPont Show with June Allyson (1959–61)
- Johnny Ringo (1959–60) producido por Aaron Spelling, protagonizada por Don Durant
- Wichita Town (1959–60) producido por Walter Mirisch, protagonizada por Joel McCrea y Jody McCrea
- Law of the Plainsman (1959–60) protagonizada por Michael Ansara
- The Westerner (1960) producido por Sam Peckinpah, protagonizada por Brian Keith
- Michael Shayne (1960–61) presentado por Richard Denning
- Dante (1960–61) presentado por Howard Duff
- The Law and Mr. Jones (1960–62) presentado por James Whitmore
- Stagecoach West (1960–61) presentado por Wayne Rogers
- The Tom Ewell Show (1960–61)
- Peter Loves Mary (1960–61) presentado por Peter Lind Hayes y Mary Healy
- Mrs. G. Goes to College (1961–62) presentado por Gertrude Berg y  Cedric Hardwicke, renombrado como The Gertrude Berg Show a mitad de temporada
- Target: The Corruptors! (1961–62) presentado por Stephen McNally y Robert Harland
- The Dick Powell Show (1961–63)
- Saints and Sinners (1962–63) presentado por Nick Adams & John Larkin
- The Lloyd Bridges Show (1962–63)
- McKeever And The Colonel (1962–63) presentado por Scott Lane & Allyn Joslyn
- Ensign O'Toole (1962–63) starring Dean Jones
- Burke's Law (1963–65) / a.k.a. Amos Burke, Secret Agent (1965–66) Gene Barry
- Honey West (1965–66) presentado por Anne Francis & John Ericson
- The Rogues (1964–65) David Niven, Charles Boyer, Gig Young
- Hollywood A Go-Go (1964–65)
- The Big Valley (1965–69) presentado por Barbara Stanwyck
- The Smothers Brothers Show (1965–66)
- PDQ (1966–69) presentado por Dennis James, producido por Heatter-Quigley Productions
- Malibu U (1967), presentado por Rick Nelson
- Here Come the Stars (1968) presentado por George Jessel
- Can You Top This? (1970), presentado por Wink Martindale
- The Reel Game (1971) presentado y producido por Jack Barry
- Monty Nash (1971–72) protagonizada por Harry Guardino, producido por Almada Productions, Inc.
- Thrill Seekers (1973–74) presentado por Chuck Connors
- Mad Movies with the L.A. Connection (1985)
- Matchmaker (1987–88)
- Liar's Club (1988–89) presentado por Eric Boardman